# 青木岩雄
青木 岩雄（あおき いわお、1901年9月3日 - 1939年5月2日）は、兵庫県神戸市出身の男子テニス選手。慶應義塾大学卒業。1920年代から1930年代前半にかけて、日本男子テニス界を代表した選手の1人であったが、腸閉塞症のため37歳で急死した。主な成績は、1924年の第3回全日本テニス選手権男子ダブルス優勝、1932年のウィンブルドン選手権男子シングルス4回戦進出などがある。彼は三菱銀行（現在の三菱UFJ銀行）に勤務し、1930年7月から1935年3月まで銀行のロンドン支店にいたことから、イギリス開催のテニストーナメント、とりわけウィンブルドン選手権で優れた戦績を出した。青木のテニスは、フォアハンド・ストロークに多少の弱点はあったが、バックハンド・ストローク、ボレー、スマッシュのいずれにもダブルスの分野で力を発揮し、とりわけロビングの技術に優れていた。

## 経歴
1901年9月3日、神戸市で5人弟妹の長男として生まれた。父親が三菱合資会社支店長だったことから、少年時代に何度も引っ越しを経験する。彼が6歳の時、門司市（現在の北九州市門司区）内にあった社宅の山にテニスコートが建設され、岩雄少年はそれがきっかけでテニスを始めたという。やがて父親が三菱合資会社の東京支店に転勤し、家族は東京都品川区鹿島谷（現在の大井六丁目）に落ち着いた。尋常小学校卒業後、慶應義塾普通部を経て慶應義塾大学に進学する。最初は大学の器械体操部に所属したが、本科1年生から庭球部員になった。在学中の1922年に全日本テニス選手権が創始され、青木は第1回大会では男子ダブルス1回戦敗退に終わったが、1923年の第2回大会で同じ慶應義塾大学の原田武一と組んで男子ダブルス準優勝を記録した。翌1924年の第3回全日本選手権男子ダブルスで、青木は早稲田大学の請川卓と組み、早大ペアの安部民雄＆河尻慎組を 6-4, 6-4, 6-0 で破って初優勝を果たした。
全日本ダブルス優勝に先立ち、彼は慶應義塾大学を卒業して三菱銀行に就職し、本店営業部に入る。同年12月から日本軍に入営して「一年志願兵」（兵役法施行前の制度）になり、見習士官として働いた。その期間中、1925年4月にアメリカからハワード・キンゼイとロバート・キンゼイの兄弟が日本を訪れた。青木は前年の全日本ダブルス優勝パートナーだった請川卓とともに、単複でキンゼイ兄弟と対戦し、シングルスで兄のハワードに勝った。これが彼の外国人選手との初対戦記録である。1926年4月に除隊となった後、彼は銀行の本店営業部に復帰し、1927年から外国為替部の仕事に移った。銀行業務の傍らでテニストーナメントにも出場し続け、1928年4月に中華民国から来日した林宝華と対戦した記録も残っている（青木が 6-0, 6-4 のストレートで勝利した）。1929年には、日本テニス史における画期的な出来事が2つあり、青木岩雄は両方のイベントに参加した。その1つは、6月にデビスカップ寄贈者のドワイト・デービスが訪日したことである。日本庭球協会は「東京ローンテニスクラブ」に秩父宮を迎えて「デビス氏歓迎試合」を開催し、青木はシングルスで佐藤次郎と対戦した。もう1つは、4ヶ月後の10月にフランスからアンリ・コシェ、ジャック・ブルニョン、ピエール・ランドリー、レイモンド・ロデルが4人の一行で来日したことである。日本庭球協会はこの「日仏対抗戦」のために、東京に2000人収容の仮設スタンドつきテニス・コート2面を設置した。青木はシングルス1試合とダブルス1試合に出場し、シングルスでレイモンド・ロデルに 10-8, 6-1 のストレート勝ちを収め、原田武一と組んだダブルスでもランドリー＆ロデル組に 6-3, 6-3, 3-6, 7-5 で勝利を得た。
1930年7月、青木岩雄は三菱銀行のロンドン支店に転勤することになり、ここから彼のイギリス生活が始まる。当時のロンドンには、同じく仕事の関係で渡英した三木龍喜などの日本人テニス選手も暮らしていた。彼は1935年3月までロンドンに住み、その間1931年から1934年まで4度ウィンブルドン選手権に出場した。青木のウィンブルドン最高成績は、1932年の4回戦進出で、当時最盛期を迎えていた第2シードのエルスワース・バインズ（アメリカ）とセンター・コートで対戦し、バインズから第2セットを奪う健闘を見せた。バインズは青木を 6-2, 3-6, 6-3, 6-2 で退けた後、準々決勝以後の3試合は1セットも落とさず、1932年のウィンブルドン優勝者になった。そのため「バインズから1セットを取った」青木の活躍は日本で大きな反響を呼んだ。このウィンブルドンでは佐藤次郎もヘンリー・オースチンとの準決勝に進み、イギリスにおける日本人男子テニス選手の人気が高まった。ただ、青木は銀行業務に対する責任感が人一倍強かったことから、団体戦のデビスカップ出場要請には1度も応じず「仕事のためロンドンに赴任しているので」と言い続けた。1931年のデビスカップ「ヨーロッパ・ゾーン」準決勝の対イギリス戦では、代表選手の1人だった佐藤次郎が持病の胃腸障害を訴えたため、チームメートの佐藤俵太郎が日本庭球協会へ電報を入れて、佐藤次郎の代わりにロンドン在住の「三木龍喜と青木岩雄をデ杯代表選手に推薦したい」と伝えたが、庭球協会がこの申し出を退けたことがある。
1935年3月、青木は三菱銀行から帰朝を命じられ、5年間住んだロンドンを後にする。同年6月から東京本店の外国為替部に戻り、翌1936年9月から大阪支店の外国為替部に移った。ちょうどその時、1936年10月に読売新聞社主催の「日米国際庭球戦」開催が決まり、ビル・チルデンとエルスワース・バインズに加えて、女子プロ選手のシャープが来日することになった。3人の来日に先立ち、主催者の読売新聞社はバインズの紹介文を青木に依頼する。4年前の1932年ウィンブルドン4回戦でバインズから第2セットを奪った青木こそ、この原稿の最適任者であった。1936年10月1日付の読売新聞には、青木岩雄が記した『ヴァインズを語る』の記事が掲載されている。大阪転勤後の青木は、銀行の外国為替輸入係長の仕事の傍ら「甲子園国際庭球倶楽部」の理事を務めた。1939年2月に銀行で外国為替輸出係長の仕事に替わったが、それからわずか2か月後に突然の病気が彼を襲う。
青木が腹部の痛みを訴えたのは、4月19日早朝の出来事だった。最初は虫様突起炎（急性虫垂炎）と診断され、直ちに大阪市北区絹笠町の「大阪回生病院」で開腹手術を受ける。虫垂炎とは別の症状が出現して「絞扼性（こうやくせい）腸閉塞症」の診断を受け、4月27日に2度目の手術が行われた。 1939年5月2日午後9時9分、青木は腸閉塞症のため37歳で亡くなった。当時の習慣により、彼の年齢は数え年で「39歳」と記載されているが、満年齢では37歳6ヶ月になる。発病1か月前に、朝日新聞のクラブ対抗戦でダブルスの試合に出場したのが、最後のテニスになった。葬儀は大阪市内の斎場で行われ、遺骨は東京の両親のもとに運ばれた後、鶴見總持寺にある青木家の墓所に埋葬された。
青木の早すぎる死去を悼み、友人たちの寄稿による追悼録が『青木岩雄君』という書名で1940年9月に刊行された。彼と親交のあった140名以上の追悼文を集め、総計503ページにのぼる詳細な記録が残された。その中には、慶應義塾大学時代のライバル選手たちや銀行勤務時代の同僚たちのみならず、彼のイギリス生活中にウィンブルドン選手権などで交わった外国人選手たちや、彼の最後の病床を看取った主治医の日誌も含まれている。この時代に日本語で書かれたテニスの本にしては、類まれな高水準の書物が完成した。しかし、70年近くたつ現在は残存する印刷本も少なくなり、国立国会図書館でも所蔵本が「マイクロ資料」化された。本書は日本テニス協会の「テニス資料室文献資料案内：書籍」にも登録されている。

## 主な成績
- 全日本テニス選手権　男子ダブルス優勝：1924年　［同部門準優勝：1923年］
- グランドスラム大会　ウィンブルドン選手権のみ、1931年-1934年出場：1932年男子シングルス4回戦進出　（対戦相手：エルスワース・バインズ）

（デビスカップは、本人の意向により出場なし）